# Reese Center
Reese Center és una concentració de població designada pel cens dels Estats Units a l'estat de Texas. Segons el cens del 2000 tenia 42 habitants.

## Demografia
Segons el cens del 2000, Reese Center tenia 42 habitants, 13 habitatges, i 10 famílies. La densitat de població era de 2,5 habitants/km².
Dels 13 habitatges en un 69,2% hi vivien nens de menys de 18 anys, en un 84,6% hi vivien parelles casades, en un 0% dones solteres, i en un 15,4% no eren unitats familiars. En el 15,4% dels habitatges hi vivien persones soles el 7,7% de les quals corresponia a persones de 65 anys o més que vivien soles. El nombre mitjà de persones vivint en cada habitatge era de 3,23 i el nombre mitjà de persones que vivien en cada família era de 3,55.
Per edats la població es repartia de la següent manera: un 38,1% tenia menys de 18 anys, un 0% entre 18 i 24, un 40,5% entre 25 i 44, un 11,9% de 45 a 60 i un 9,5% 65 anys o més.
L'edat mediana era de 34 anys. Per cada 100 dones de 18 o més anys hi havia 136,4 homes.
La renda mediana per habitatge era de 23.750 $ i la renda mediana per família de 12.292 $. Els homes tenien una renda mediana d'11.250 $ mentre que les dones 11.250 $. La renda per capita de la població era de 7.393 $. Cap de les famílies estaven per davall del llindar de pobresa.

## Poblacions més properes
El següent diagrama mostra les poblacions més properes.